# Jessica Kizaki
Jessica Kizaki (希崎ジェシカ), née le 10 juin 1989 à Tokyo (Japon), est une actrice et idole japonaise.

## Biographie
Kizaki a fait ses débuts en juin 2008. En août de la même année, elle est apparue dans le magazine de gravure Bejean. Elle a fait ses débuts audiovisuels avec la vidéo en septembre 2008, devenant une modèle exclusif pour la société, Idea Pocket.
Le 10 juin 2019, Kizaki annonce sur Twitter qu'elle prendra sa retraite en décembre 2019.

## Filmographie sélective

### Cinéma
- 2012 : Ushijima, l'usurier de l'ombre (闇金ウシジマくん, Yamikin Ushijima-kun?) de Masatoshi Yamaguchi